# Itumirim
Itumirim es un municipio brasileño del estado de Minas Gerais.

## Geografía
Se encuentra en la región geográfica inmediata de Lavras. El municipio está compuesto por la cabecera, que le da nombre, y el distrito de Macuco de Minas.  

## Etimología
Topónimo "Itumirim" es un término de origen tupí que significa "pequeña cascada", a través de la unión de los términos ytu ("cascada") y mirim ("pequeña").

## Circunscripción eclesiástica
La parroquia local pertenece a la diócesis de São João del-Rei.